# Мокшиця-Мала
Мокшиця-Мала (пол. Mokrzyca Mała, нім. Klein Mokratz) — село в Польщі, у гміні Волін Каменського повіту Західнопоморського воєводства.
Населення — 206 осіб (2011).

## Демографія
Демографічна структура станом на 31 березня 2011 року:
|          | Загалом | Допрацездатний вік | Працездатний вік | Постпрацездатний вік |
| -------- | ------- | ------------------ | ---------------- | -------------------- |
| Чоловіки | 101     | 23                 | 73               | 5                    |
| Жінки    | 105     | 26                 | 61               | 18                   |
| Разом    | 206     | 49                 | 134              | 23                   |